# Where the Wild Things Are (Fang)
Where the Wild Things Are è l'album di debutto del gruppo punk rock Fang, pubblicato nel 1985.

## Tracce
1. I've Got the Disease – 2:09
2. Suck & Fuck – 1:55
3. With Friends Like You – 1:42
4. G.I. Sex – 1:50
5. Road Kills – 1:09
6. You're Cracked – 1:29
7. I Wanna Be on TV – 1:12
8. Everybody Makes Me Barph – 1:42
9. Junky Dare – 1:36
10. Berkeley Heathen Scum – 3:58